# Marie Hromádková
Marie Hromádková (* 5. ledna 1930 Uhřičice) je vystudovaná česká historička a mluvčí Charty 77.

## Životopis

##### Dětství
Marie Hromádková se narodila jako Marie Novotná 5. ledna 1930 v Uhřičicích do chudé dělnické rodiny. Oba její rodiče byli členové Komunistické strany Československa. V roce 1933 se rodina přestěhovala do Zábědova. Otec František pracoval jako perleťář v továrně na knoflíky v Novém Bydžově. Podílel se na ničení fašistických schůzí, občas ho kvůli tomu zavřeli na den četníci. Po okupaci byl varován, že mu hrozí koncentrační tábor, a tak zvolil raději práce v Německu. Jeho kamarádi perleťáři - komunisté, co včas neutekli, všichni zahynuli v koncentračních táborech. Otec pracoval v Hamburku, Vídni a v Brémách, kde zažil velké bombardování, po kterém utekl domů. Živil se do konce války vyděláváním zaječích kůží a nikdo z celé vesnice ho kvůli útěku z Německa neudal. Marie byla velkou čtenářkou, četla všechno, co sehnala, zároveň se staralo o mladšího bratra a také o domácí zvířata, která rodině zjišťovala část obživy. Školní docházku však z velké míry absolvovala za války s veškerými omezeními kvality výuky s tím souvisejícími. Pak se šla učit švadlenou a po osvobození krátce šila šaty z rekvírovaných látek pro ruské vojačky.

##### Mládí a studium
V roce 1945 se rodina rozhodla přestěhovat do sudetských Kunčic nad Labem u Vrchlabí, kde po vystěhovaných Němcích získala rodinný dům.
V roce 1945 se Hromádková stala členkou Komunistické strany Československa a spolu s otcem nastoupila jako dělnice do továrny na potisk textilií ROHA v nedaleké Hartě. Po měsíci však získala práci sekretářky u tajemnice Okresního výboru KSČ Nadi Niklové, jež byla manželkou ředitele továrny ROHA.
V roce 1948 se stala tajemnicí Ústředního výboru Československého svazu mládeže, kde měla na starosti dětské domovy. Během zaměstnání absolvovala půlroční dělnickou přípravku a byla přijata na Vysokou školu politických a hospodářských věd ke studiu dějin dělnického hnutí. Studium dokončila v roce 1954 na Filozofické fakultě Univerzity Karlovy a získala tak profesní označení promovaná historička.
V letech 1954–1955 pracovala v ideologickém oddělení Okresního výboru KSČ v Olomouci. V této době také začala studovat Vysokou stranickou školu. V roce 1956 se přestěhovala do Bruntálu, kde až do roku 1960 zastávala na tamním okresním výboru pozici tajemnice pro průmysl. Poté stejnou funkci vykonávala až do roku 1968 i na okresním výboru na Praze 6.

##### Disent
Na její postoje směřující k opozici měl velký vliv XX. sjezd Komunistické strany Sovětského svazu. Po srpnové okupaci roku 1968 byla při stranických čistkách vyhozena z práce a vyloučena z KSČ. Poté pracovala na různých pozicích, například prováděla průzkum trhu autorádií pro podnik Tesla, prováděla deratizaci pro Pražské restaurace nebo dělala skladnici u Inženýrských a průmyslových staveb.
Hromádková organizovala a pomáhala s opisováním zakázaných dokumentů, například románu 1984 nebo Dopisu Václava Havla Gustávu Husákovi, a podílela se na jejich distribuci. V roce 1976 jí Otta Bednářová přinesla Chartu 77, kterou Hromádková podepsala. Od 1. ledna 1980 do 13. ledna 1981 byla mluvčí Charty 77.
Poté odešla do důchodu a přestěhovala se zpět do Kunčic nad Labem, kde i nadále pokračovala v pomoci novým mluvčím Charty 77.

## Citace o rodičích:
„Byli vynikající. A byli to kultivovaní lidi. Zajímavý je tohle, že za první republiky všelijaký dělnický spolky se staraly o osvětu. Staraly se, aby povznesly trochu ty pracující lidi.“